# Сацебели
Сацебе́ли, также сацибе́ли (груз. საწებელი) — блюдо грузинской кухни, характерный для Грузии соус, приготовленный на основе орехов и фруктов, а также томатов и паприки.

## Ингредиенты
- грецкие орехи
- сок неспелого винограда (т. н. абгор), или граната, или ежевики либо смесь этих соков
- куриный бульон
- чеснок
- красный молотый перец
- имеретинский шафран (бархатцы)
- зелень кинзы
- томаты
- паприка

## Описание
Толченые грецкие орехи разводят уксусом (настоянным на мяте, или же мята добавляется в виде зелени), добавляют бульон (мясной — для мясных блюд, рыбный — для рыбных) или кипячёную воду, рубленый репчатый лук, толчёный чеснок, соль, красный перец и зелень. В отсутствие бархатцев можно воспользоваться готовой приправой хмели-сунели — в её состав, как правило, бархатцы входят.

## Употребление
Этот соус подаётся к жареной или отварной домашней птице — курице, индейке, например, вполне уместно будет подать с сацебели цыплёнка табака. Соус может быть подан как в холодном, так и в тёплом (но не горячем) виде.